# Großer Jenissei
Der Große Jenissei (russisch Большо́й Енисе́й/Bolschoi Jenissei; tuwinisch Бий-Хем/Bii-Chem, „Großer Fluss“) ist der 605 km lange rechte Quellfluss des Jenissei in der zu Russland gehörenden südsibirischen Republik Tuwa.

## Verlauf
Der Große Jenissei entfließt dem in 1591 m Höhe an der Südflanke des Hauptkammes des Großen Sajan unweit der Grenze zur Mongolei gelegenen See Kara-Balyk. Der sieben Kilometer lange und knapp einen Kilometer breite See wird hauptsächlich vom Kok-Chem (tuwinisch „Blauer Fluss“; russisch auch Goluboi Jenissei, Blauer Jenissei) gespeist, der seinen Ursprung auf etwa 2600 m in einem Gletscher an der Nordwestflanke des Pik Topografow („Spitze der Topografen“) hat, eines der höchsten Massive des Ostsajan, dessen 3089 m hoher Gipfel bereits in der Nachbarrepublik Burjatien liegt. Unmittelbar nördlich des Kara-Balyk-Sees liegt das Asas-Vulkanfeld.
Der Große Jenissei fließt zunächst in westlicher Richtung durch die von Bergtaiga bewachsene Berglandschaft des Östlichen Tuwa. Er durchfließt die Todscha-Senke, wo er sich in nördliche bis nordwestliche Richtung wendet. Auf dem unteren Abschnitt wendet sich der Fluss nach Süden und durchbricht in einem engen Tal die mehr als 2500 m hohen südöstlichen Ausläufer des Westsajan, die die Todscha-Senke vom Tuwinischen Becken im Zentralteil der Republik trennen. Er vereinigt sich schließlich bei der Republikhauptstadt Kysyl mit dem von links kommenden, nur wenig kürzeren Kleinen Jenissei (Kaa-Chem) zum Jenissei, einem der größten Ströme Sibiriens. Der Oberlauf des eigentlichen Jenissei auf dem Gebiet der Republik Tuwa und weiter bis zum Heraustreten aus dem Westsajan in das Minussinsker Becken wird auch Oberer Jenissei genannt (russisch Werchni Jenissei, tuwinisch Ulug-Chem).
In Mündungsnähe ist der Große Jenissei mehr als 200 Meter breit; die Fließgeschwindigkeit beträgt 2,3 m/s. Insbesondere in der Todscha-Senke nimmt der wasserreiche Fluss eine Vielzahl von Nebenflüssen auf. Die bedeutendsten sind Basch-Chem, Toora-Chem (Abfluss des Todscha-Sees), Ij-Chem, Chamsara, Systyg-Chem, Chut, Oschu und Ujuk von rechts sowie Ailyg, Serlig-Chem, Charal, O-Chem und Ulug-Oo (russisch Podporoschnaja) von links.

## Hydrologie
Das Einzugsgebiet des Flusses umfasst 56.800 km². Der Große Jenissei gefriert zwischen November und April/Mai, worauf ein bis Juli andauerndes Hochwasser während der Schneeschmelze folgt, auf das mehr als die Hälfte des jährlichen Abflussmenge entfällt. Der herbstliche Eisgang kann bis zu einem Monat andauern, der im Frühjahr eine gute Woche.
| Pegel        | Entfernung zur Mündung (km) | Mittlere Abflussmenge (m³/s) | Mittlere Abflussmenge (m³/s) | Mittlere Abflussmenge (m³/s) |
| Pegel        | Entfernung zur Mündung (km) | Jahr                         | Minimum (März)               | Maximum (Juni)               |
| ------------ | --------------------------- | ---------------------------- | ---------------------------- | ---------------------------- |
| Kara-Chaak   | 20                          | 592                          | 104                          | 1888                         |
| Sewi (Seiba) | 159                         | 493                          | 86                           | 1627                         |
| Toora-Chem   | 284                         | 177                          | 40                           | 533                          |

## Nutzung und Infrastruktur
Der Große Jenissei ist auf 285 Kilometern vom Dorf Toora-Chem bis zur Mündung schiffbar. Die Schifffahrt wird abschnittsweise durch Stromschnellen behindert. Der Fluss wird auch für die Holzflößerei aus dem waldreichen Gebiet genutzt (70 % der Fläche sind von Wald bedeckt).
Das Einzugsgebiet des Großen Jenissei ist eines der am dünnsten besiedelten der Republik Tuwa; die Bevölkerungsdichte des Rajons Todschinski, der den größten Teil einnimmt, beträgt bei 6113 Einwohnern (2009) nur 0,14 Einwohner/km². Größter Ort am Fluss ist das Rajonverwaltungszentrum Toora-Chem mit gut 2000 Einwohnern; weitere Dörfer sind Ij, Yrban, Systyg-Chem, Sewi (Seiba) und Kara-Chaak. Der Fluss ist der wichtigste Verkehrsweg in das Gebiet; Brücken fehlen, eine befestigte Straße führt nur entlang dem Unterlauf bis Kara-Chaak. Die Orte am Mittellauf zwischen Toora-Chem und Sewi sind über einen Fahrweg mit der Kleinstadt Turan verbunden. Eine Straße von Bojarowka am Kleinen Jenissei oberhalb Kysyl nach Toora-Chem, die jedoch nicht dem Großen Jenissei folgt, sondern die Berge überquert, ist im Bau. Wegen Finanzierungsproblemen ist mit einer schnellen Fertigstellung der Straße nicht zu rechnen, aber sie ist bereits bedingt befahrbar. Unweit des Ursprungs des Großen Jenissei führt ein Fahrweg aus dem Flusstal über den 1989 m hohen Pass Sarykty-Daban zum Dorf Orlik am Oberlauf der Oka im benachbarten Burjatien, der jedoch nur zwischen Juni und September befahrbar ist, obwohl er einer der niedrigsten über den Hauptkamm des Gebirges ist.
Entlang dem Lauf des rechten Nebenflusses Asas im zentralen Teil der Todscha-Senke, oberhalb von Toora-Chem und Todscha-See (alternative Bezeichnung ebenfalls Asas) erstreckt sich das 1985 eingerichtete, über 3000 km² große Naturreservat (Sapowednik) Asas.